# Улрих фом Щайн
Улрих фом Щайн (на немски: Ulrich vom Stein; Ulrich vom Stein-Kallenfels; † 13 септември 1344 или ок. 1349) е благородник от рицарския род „фом Щайн“, господар на Каленфелс, днес част от град Кирн в Рейнланд-Пфалц.

## Произход
Той е син на Фридрих фом Щайн († сл. 1295), господар на Каленфелс, и съпругата му Юта († сл. 1295). Внук е на Анселм де Лапиде фом Щайн († сл. 1241), господар на Каленфелс, правнук на Фридрих де Лапиде фом Щайн († сл. 1211), господар на Каленфелс, и праправнук на Анселм де Петра († сл. 1202), господар на Каленфелс. Брат е на Фридрих фом Щайн († сл. 1332).
Първите от род фом Щайн са наричани в латински документи „де Лапиде“, понякога „де Петра“. Линията „фон и цу Щайн Каленфелс“ изчезва със смъртта на фрайхер Филип Хайнрих фон и цу Щайн Каленфелс на 8 април 1778 г. в Майзенхайм.

## Фамилия
Улрих фом Щайн се жени пр. януари 1311 г. за Ирмгард фон Хайнценберг († 1363), дъщеря на Тилман I фон Хайнценберг († 1326) и Ида фон Хунолщайн († сл. 1338). Те имат осем деца:
- Тилман фон Вартенщайн-Щайнкаленфелс († пр. 7 юни 1380), женен 1361 г. за Жанета фон Родемахерн († сл. 1388/сл. 1398), вдовица на Герхард фон Шьонекен († 1355) и Арнолд V фон Бланкенхайм-Геролщайн († 1360), дъщеря на Йохан I фон Родемахерн († 1360); родители на:
  - Елизабет фом Щайн († 19 юни 1403, погребана в Химерод), омъжена ок. 2 октомври 1391 г. за Дитрих I фон Мандершайд († 1426)
  - Ирмгард фом Щайнкаленфелс († сл. 5 юни 1404), омъжена за Йохан фон Тан († 1 януари 1404/ 5 юни 1404)
- Улрих фом Щайн († сл.1359), женен за жена († сл. 1380)
- син фом Щайн († пр. 1354)
- Ида фом Щайн-Каленфелс († ок. 1377), омъжена I. на 31 май 1346 г. за Хугелин фон Хунолщайн († 1355), син на фогт Боемунд фон Хунолщайн, господар на Цюш/Цуш († 1334) и Катарина фон Зирсберг († 1311), II. 1381 г. за Рихард фон Айх († сл. 1360); майка от първия брак на:
  - Йохан I фон Хунолщайн, господар на Цюш († 2/ 26 май 1396), фогт, женен за Елизабет Кемерер фон Вормс († 15 декември 1388), дъщеря на Йохан Кемерер фон Вормс († 1363) и Елизабет фон Роденщайн
- Анна фом Щайн († сл. 1373)
- Юта фом Щайн († сл. 1377), омъжена за Йохан фон Валдек (преим. фон Батенберг, † 1350/1355), син на рицар Хайнрих фон Валдек (преим. фон Рененберг, † сл. 1332) и Ида фон Батенберг († сл. 1332)
- Хилдегард фом Щайн
- Ирмгард фом Щайн († сл. 1373)